# Wolfgang Metzner (Verleger)
Johann Wolfgang Otto Alfred Metzner (* 5. November 1909 in Berlin; † 16. Januar 1992 in Frankfurt am Main) war ein deutscher Verleger in Berlin und Frankfurt am Main.

## Leben

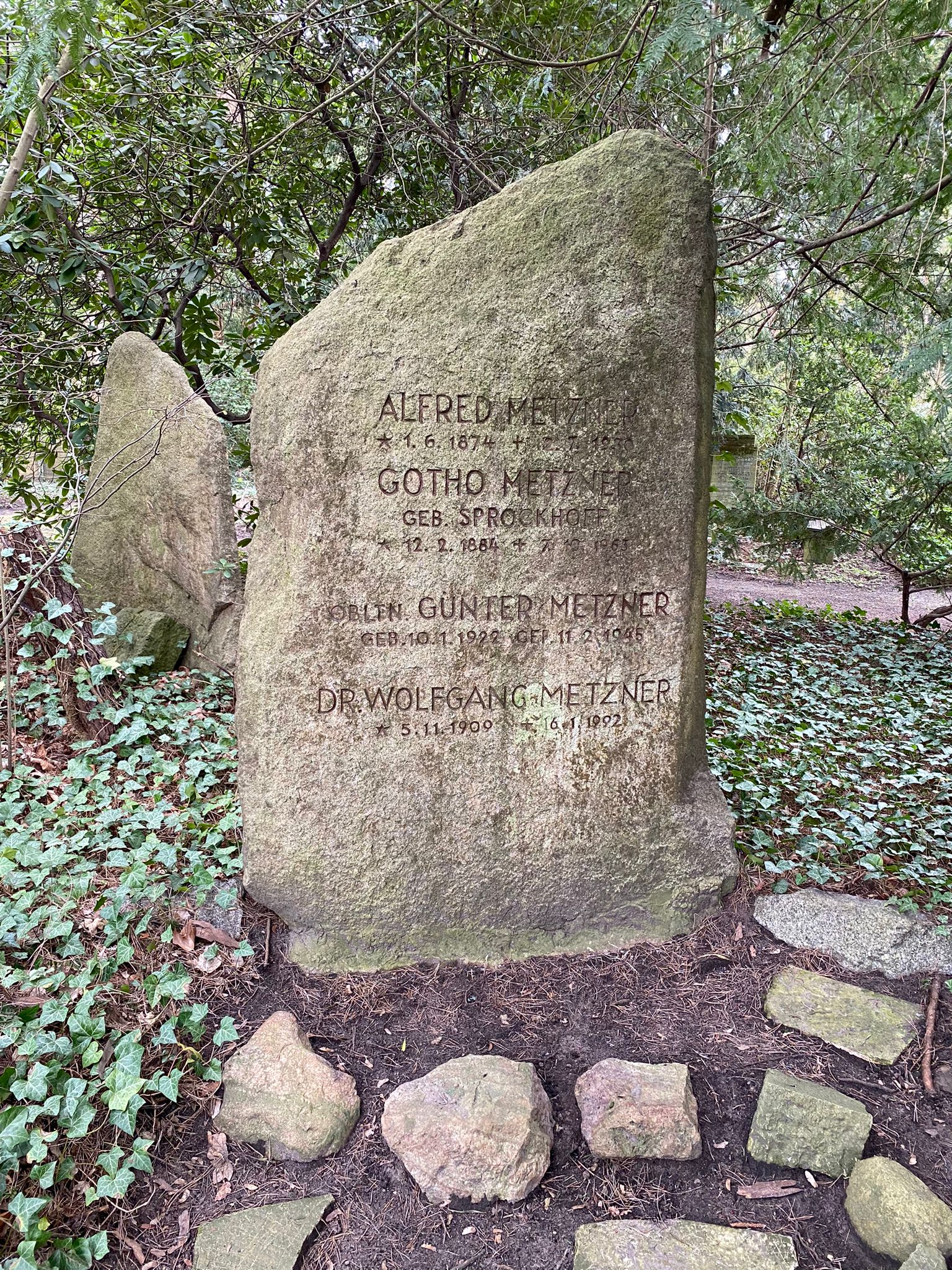
Grabstätte auf dem Parkfriedhof Lichterfelde

Der Vater Alfred Metzner war Verleger in Berlin. Wolfgang Metzner studierte Staatswissenschaft zuerst in Bonn, wo er auch beim Buchhändler Ludwig Röhrscheid arbeitete, dann in Genf, wo er in der Bibliothek des Internationalen Arbeitsamtes und der Verlagsabteilung des Völkerbundes tätig war, schließlich in Berlin, wo er auch im Verlag Müller & Co. arbeitete, und in Leipzig, wo er im Verlag für graphische Gestaltung angestellt war.
Um 1930 übernahm er den Alfred Metzner Verlag vom Vater und publizierte dort unter anderem Literatur zu Rasse, Eugenik und Sippenforschung. 1931 wurde er auch Eigentümer des Verlags für Standesamtswesen. 1935 promovierte Metzner in Leipzig zum Dr. rer. pol. mit Frankreichs Wehrmachtsausgaben. 1944 mussten die beiden Verlage ihre Tätigkeit einstellen.
Seit etwa 1948 bemühte sich Wolfgang Metzner um eine Lizenz zur Wiedergründung der Verlage in Frankfurt am Main. Seit 1952 erschienen die ersten neuen Publikationen im Alfred Metzner Verlag, nun vor allem juristische Literatur. 1959 kaufte Metzner den Athenäum Verlag und 1960 den Verlag für Wehrwesen, die er beide bis 1974 führte.
Wolfgang Metzner war viele Jahre Mitglied im Verlegerausschuss des Börsenvereins des Deutschen Buchhandels und 1963 bis 1965 dessen Vorsitzender.
Er starb 1992 in Frankfurt am Main und wurde auf dem Parkfriedhof in Berlin-Lichterfelde bestattet.
Seine beiden Verlage wurden von seinen Nachkommen übernommen, der Alfred Metzner Verlag 1993 in Wolfgang Metzner Verlag umbenannt.